# 保俶路
保俶路是中华人民共和国浙江省杭州市杭州市西湖区的一条道路，南起北山街，北至天目山路，向北接续保俶北路。道路因保俶塔而得名。2022年亚洲运动会前曾对道路绿化进行了改善。

## 相交道路
- 北山街
- 东：昭庆寺里街
- 西：宝石山下一弄
- 西：宝石山下二弄
- 凤起路
- 宝石山下四弄
- 省府路
- 宝石一路
- 宝石二路
- 东：老体育场路
- 体育场路
- 西溪路
- 天目山路

↓北接保俶北路